# Sourav Das
Sourav Das là một cầu thủ bóng đá người Ấn Độ thi đấu ở vị trí tiền vệ choMohun Bagan ở I-League. Anh ghi cú đúp trong trận đấu trước mùa giải vào lưới Coal India.